# Kurt Weitzmann
Kurt Weitzmann (ur. 7 maja 1904 w Klein Almerode (koło Kassel w Niemczech), zm. 7 czerwca 1993 w Princeton (New Jersey)) – amerykański i niemiecki historyk sztuki, bizantynolog. 

## Życiorys
Studiował na uniwersytetach w Münster, Würzburgu i Wiedniu. W 1935 roku przeniósł się do Princeton uciekając przed nazizmem. Znany jest ze zbadania ikon i architektury klasztoru św Katarzyny na Górze Synaj. 

## Wybrane publikacje
- Adolph Goldschmidt und die Berliner Kunstgeschichte, Berlin 1985.
- Age of spirituality, New York - Princeton 1979.
- Art in the Medieval West and its contacts with Byzantium, London 1982.
- Die Byzantinische Buchmalerei des 9. und 10. Jahrhunderts, Wien 1996.
- Le grand livre des icônes, 1987.
- Icones, Paris 1966.
- Ikone sa Balkana, Beograd 1970.